# Заборсько (Західнопоморське воєводство)
Заборсько (пол. Zaborsko) — село в Польщі, у гміні Варниці Пижицького повіту Західнопоморського воєводства.
Населення — 249 осіб (2011).
У 1975-1998 роках село належало до Щецинського воєводства.

## Демографія
Демографічна структура станом на 31 березня 2011 року:
|          | Загалом | Допрацездатний вік | Працездатний вік | Постпрацездатний вік |
| -------- | ------- | ------------------ | ---------------- | -------------------- |
| Чоловіки | 126     | 24                 | 86               | 16                   |
| Жінки    | 123     | 22                 | 73               | 28                   |
| Разом    | 249     | 46                 | 159              | 44                   |